# Rivière Tawachiche Ouest
Pour les articles homonymes, voir Tawachiche.
La rivière Tawachiche Ouest est située dans la municipalité du Lac-aux-Sables (à 9,5 km au nord du village d'Hervey-Jonction), dans la municipalité régionale de comté (MRC) de Mékinac, dans la région administrative de la Mauricie, dans la province de Québec, Canada.
Coulant surtout dans le canton Marmier, son bassin versant fait partie de la Batiscanie, dans la MRC de Mékinac. La rivière Tawachiche ouest descend dans le sens nord-ouest vers le sud-est pour se déverser dans la rivière Tawachiche. La rivière Tawachiche est entièrement située en territoire forestier. La surface de la rivière est généralement gelée de novembre à avril. Annuellement, le débit de la rivière est élevé lors du dégel printanier.
Depuis le XIXe siècle, la coupe du bois a été un facteur économique majeur dans cette zone sauvage. De nos jours, le camping, la villégiature et les activités de plein air sont dominantes : chasse, pêche, randonnées pédestres ou en véhicules tout terrain, autoneiges, promenades en embarcations...

## Géographie
L'embouchure de la rivière Tawachiche ouest est situé tout près du poste d'accueil de la ZEC Tawachiche. L'embouchure est à 5,8 km du lac à l'Auguste, 8,4 km du barrage du "Petit lac Masketsi", 8,6 km du barrage du lac Profond, 8,6 km du barrage du lac Terrien et 8,7 km du lac du Missionnaire. L'embouchure est aussi située à 0,8 km de l'ex-gare ferroviaire d'Audy (à la limite sud-est du canton Marmier) et 1,6 km du site de l'ex-moulin à scie de Veillet & Frères Ltée (situé en aval, sur le bord de la rivière Tawachiche).
La rivière Tawachiche Ouest débute au lac Masketsi (altitude : 231), lequel se déverse dans le Petit lac Masketsi (altitude : 216 m). L'exutoire de ce dernier se déverse dans le lac à l'Auguste. Dans son parcours, la rivière recueille sur sa rive gauche les eaux des décharges du lac Boileau et du lac Vieillotte.
À partir de l'embouchure (située près de l'ex-gare ferroviaire Audy), en remontant la courant, la route Tawachiche ouest suit généralement tout le parcours de la rivière Tawachiche ouest. En remontant vers le nord-ouest, cette route passe près du lac à l'Auguste, du petit lac Masketsi, du lac Masketsi (où elle bifurque près de l'embouchure et se dirige vers le nord entre les lacs Masketsi et Roberge), du lac Roberge (qu'elle longe du côté ouest du lac), du lac Narcisse et du lac Faber.
Après avoir dépassé le lac Faber, la route Tawachiche ouest rencontre un embranchement qui relie la route Tawachiche est à la hauteur du lac Price. Cet embranchement passe près des lacs Calau (relié au lac Suève), Welch, Puce, Lefebvre et à Mousse.